# TVI Jornal
TVI Jornal é um telejornal da TVI, sendo o principal bloco informativo da hora de almoço do canal.
A primeira versão estreou em 21 de fevereiro de 1995, passando a ser o principal bloco informativo do dia do canal, e a partir de setembro de 1996 com três edições por dia. José Carlos Castro, Bárbara Guimarães, Paulo Salvador ou Ana Lourenço foram alguns dos muitos apresentadores deste espaço informativo. Tinha cerca de uma hora de duração.
Em setembro de 1997 passa a ter apenas uma edição por dia, ocupando a faixa da hora de almoço.
A 13 de setembro de 2004, foi substituído pelo Jornal da Uma.
Em fevereiro de 2023 o Jornal da Uma é extinto e o TVI Jornal é relançado, ocupando o bloco de notícias da hora de almoço. Os apresentadores são durante a semana José Carlos Araújo e Cátia Nobre e ao fim de semana é alternadamente apresentado por Lurdes Baeta, João Fernando Ramos e Andreia Vale. E em setembro do mesmo ano, com o regresso de Júlio Magalhães ao TVI Jornal, a equipa de apresentadores é alterada. Júlio Magalhães e Sara Pinto apresentam o jornal de 2.ª a 5.ª feira, enquanto que José Carlos Araújo e Cátia Nobre passam a apresentar o jornal de 6. ª feira a Domingo.
Em janeiro de 2024, a jornalista Cátia Nobre abandona a condução do jornal para regressar à CNN Portugal. Nesta altura o TVI Jornal passa a ser apresentado de 2.ª a 6.ª feira por Sara Pinto e Júlio Magalhães e ao fim de semana alternadamente por Lurdes Baeta e José Carlos Araújo. Em março, é introduzido no TVI Jornal um suplemento enquanto rubrica dedicada a assuntos da atualidade criminal, sendo o mesmo apresentado pela jornalista Conceição Queiroz. Devido aos bons resultados de audiência, este espaço passou a partir de 23 de março de 2024 a ser um programa autónomo, adotando o nome "TVI - Em Cima da Hora". No mesmo mês, no dia 19, o jornalista Júlio Magalhães é suspenso de funções pela TVI devido à instauração de um processo judicial, no âmbito do qual foi alvo de buscas domiciliarias por parte da Polícia Judiciária, no contexto da Operação Maestro, sendo que estão em causa suspeitas de crimes como fraude fiscal com a obtenção 
de fundos europeus.
A partir daí e atualmente o TVI Jornal é apresentado pela jornalista Sara Pinto de 2ª a 6ª feira e ao sábado e domingo é apresentado alternadamente pelos jornalistas Lurdes Baeta e José Carlos Araújo. 
Esporadicamente o jornalista João Fernando Ramos, apresenta o TVI Jornal.
Atualmente como apresentadores substitutos, o TVI Jornal é apresentado pelos jornalistas Pedro Benevides, Andreia Vale,  Sandra Felgueiras, Ana Sofia Cardoso, Diana Bouça-Nova, Pedro Carvalhas e Estela Machado.

## Apresentadores

### Atuais Apresentadores
- Sara Pinto
- José Carlos Araújo
- Lurdes Baeta
- João Fernando Ramos

### Apresentadores substitutos
- Andreia Vale
- Pedro Benevides
- Sandra Felgueiras
- Ana Sofia Cardoso
- Diana Bouça-Nova
- Pedro Carvalhas
- Estela Machado

### Antigos apresentadores
- Bárbara Guimarães
- Ana Lourenço
- Paulo Salvador
- José Carlos Castro
- Pedro Pinto
- Ana Sofia Vinhas
- Henrique Garcia
- Cátia Nobre
- Júlio Magalhães[1]